# Crash Kids
Crash Kids ist ein deutsches Fernseh-Filmdrama von Petra Haffter aus dem Jahr 1996 mit Isabell Gerschke und Marek Harloff in den Hauptrollen. Der Film wurde am 13. Dezember 1996 auf Arte erstmals im Fernsehen ausgestrahlt.

## Handlung
Laura ist 14 Jahre und mitten in der Pubertät. Doch als die Tochter der Fernsehansagerin Ute den jugendlichen Autoknacker und Crashfahrer Nik kennen und lieben lernt, gerät ihr Leben aus den Fugen. Sie kommt in die Crashkid-Szene hinein und macht mit, als Nik einem Zuhälter seine Corvette klaut. Gemeinsam führt sie ihre Odyssee bis nach Südfrankreich.

## Kritik
Der film-dienst schrieb: „Mischung aus Kriminalfilm und Roadmovie, die einen Teil jugendlicher (Außenseiter-)Kultur beleuchten will.“